# Cyrtandra stenoptera
Cyrtandra stenoptera är en tvåhjärtbladig växtart som beskrevs av Bramley och Cronk. Cyrtandra stenoptera ingår i släktet Cyrtandra och familjen Gesneriaceae. Inga underarter finns listade i Catalogue of Life.